# كيرن لويس
كيرن لويس (بالإنجليزية: Kieran Lewis)‏ هو لاعب اتحاد الرغبي أيرلندي، ولد في 19 أغسطس 1980.